# Visconde de Vila Gião
Visconde de Vila Gião é um título nobiliárquico criado por D. Carlos I de Portugal, por Decreto de 17 de Fevereiro de 1894, em favor de Joaquim António de Freitas, antes 1.º Barão de Vila Gião.
Titulares
1. Joaquim António de Freitas, 1.º Barão e 1.º Visconde de Vila Gião.